# Iniciación (química)
En química, la iniciación es una reacción química que desencadena una o más reacciones secundarias. Frecuentemente, una reacción de iniciación genera un intermediario reactivo a partir de una molécula estable, el que luego se ve involucrado en reacciones secundarias. En la polimerización, la iniciación es seguida por una reacción en cadena y por la terminación.